# 五情
五情（ごじょう）は、中国医学において、特定の臓器に障害をもたらす怒・喜・思・憂・恐の5つの感情のこと。これに悲・驚を加えて、七情という。
内経医学の書『素問』では、肝に怒、心に喜、脾に思、肺に憂、腎に恐が、それぞれ割り当てられている。さらに、五行相克説に基づき、「悲（憂）勝怒」「恐勝喜」「怒勝思」「喜勝憂」「思勝恐」と相互関係も示されている。五情が過度に発現した場合、正常な精神機能が妨げられ、気の流れを妨げると考えられていた。